# King County International Airport

i7
i11
i13
Der King County International Airport, auch Boeing Field genannt, ist ein Flughafen in Seattle im US-Bundesstaat Washington.

## Geschichte
Nach seiner Gründung 1928 war der Flughafen bis zur Eröffnung des Seattle Tacoma International Airport der Hauptflughafen der Stadt Seattle und des King County, zudem wurde er im Zweiten Weltkrieg auch militärisch genutzt. Boeing baute auf dem Flughafen in den 1960er Jahren Flugzeuge des Typs Boeing 737 und nutzt den Flughafen nach der Verlagerung der Fertigung auf die Flughäfen Everett und Renton weiterhin für Testflüge und Auslieferungen von Flugzeugen an seine Kunden; zudem befindet sich eine Lackierhalle auf dem Gelände.
Kommerzielle Flüge werden lediglich von kleineren Airlines wie Kenmore Air und San Juan Airlines durchgeführt.
Auf dem Gelände befindet sich das Museum of Flight.

## Ausrüstung
Der Flughafen ist mit einem Instrumentenlandesystem (ILS, Bahn 14R/32L) ausgestattet sowie mit visuellen Anflughilfen für beide Start- und Landebahnen. Auf dem Flughafen ist zudem eine Zollabfertigung bei Flügen aus den bzw. in die USA möglich.

## Zwischenfälle
- Am 2. Januar 1949 wurde eine Douglas DC-3/C-47A-50-DL der US-amerikanischen Seattle Air Charter (Luftfahrzeugkennzeichen N79025) auf dem Flughafen Seattle-Boeing Field bei gefrierendem Nebel nur teilweise enteist. Obwohl die Sicht unterhalb der vorgeschriebenen Mindestsicht lag, wurde durch die Flugsicherung die Startfreigabe erteilt. Nach einer Rollstrecke von rund 600 Metern hob die Maschine ab, jedoch berührte die linke Tragfläche den Boden und schleifte über eine Länge von 36 Metern darauf entlang. Das Flugzeug schlug außerhalb der Startbahn wieder auf und raste weiter, bis es einen Hangar traf und in Flammen aufging. Die Unfallursache war der Versuch, mit einem Flugzeug zu starten, das Eis- und Reifbildungen auf der Oberfläche der Tragflächen aufwies. Von den 30 Insassen kamen 14 ums Leben, alle drei Besatzungsmitglieder und 11 Passagiere (siehe auch Flugunfall einer Douglas DC-3 der Seattle Air Charter 1949).[7]

- Am 19. Juli 1949 begann an einer Curtiss C-46F-1-CU Commando der US-amerikanischen Air Transport Associates (N5075N) während des Startlaufs auf dem Boeing Field ein Triebwerk zu stottern und Fehlzündungen von sich zu geben. Nach dem Abheben zog der Kapitän in einer Höhe von 20 Fuß (6 Metern) die Gashebel auf Leerlauf, weil die Motoren nicht die volle Leistung zu erbringen schienen. Nach dem Aufsetzen glaubte er, nicht mehr genügend Strecke für einen sicheren Startabbruch zu haben und schob beide Gashebel bis zum Limit nach vorne, wobei das linke Triebwerk weiterhin Zündaussetzer hatte. Nach dem Abheben stieg das Flugzeug nur auf etwa 15 Meter Höhe, rammte nacheinander drei Masten und riss das Obergeschoss eines dreistöckigen Fachwerkhauses ab. Danach stürzte es in ein einstöckiges Backsteinhaus und zerstörte es. Das Flugzeug kam auf dem Fundament des Backsteinhauses in aufrechter Position zum Stehen. Als Unfallursachen wurde die fehlerhafte Verwendung von Benzin mit nur 91 Oktan festgestellt sowie die Unentschlossenheit des Kapitäns bei der Fortsetzung des Starts nach dem Leistungsabfall. Von den 32 Insassen wurden zwei Passagiere getötet, ebenso eine Person am Boden. Die vier Besatzungsmitglieder und die anderen 26 Passagiere überlebten (siehe auch Flugunfall einer Curtiss C-46 am Seattle Boeing Field 1949).[8]

- Am 7. Januar 1953 (Ortszeit) wurde eine Douglas DC-4/C-54B der Flying Tiger Line (N86574) auf dem Weg von San Francisco zum Boeing Field (Seattle) in einen Berg geflogen (CFIT, Controlled flight into terrain). Nachdem bereits die Anflugfreigabe erteilt worden war, kam die Maschine vom Kurs ab, streifte beim Anflug etwa 19 Kilometer vor dem Zielflughafen Bäume nahe dem Gipfel des Squak Mountain und stürzte in das angrenzende Tal nahe einer Farm an der Issaquah-Hobart Road. Alle sieben Insassen (vier Besatzungsmitglieder und drei Passagiere) wurden getötet.[9][10][11]

- Am 23. April 1953 wurde eine Curtiss C-46F-1-CU Commando der United States Air Force (USAF), betrieben für die US-amerikanische American Air Transport (N1693M) 12 Kilometer östlich von Selleck (Washington) in Bäume auf dem 4000 Fuß (1220 Meter) hohen Cedar Mountain geflogen. Die Maschine befand sich im Anflug auf das Boeing Field. Durch diesen CFIT (Controlled flight into terrain) wurden beide Piloten auf dem Überführungsflug getötet, die zwei Passagiere überlebten.[12]

- Am  23. April 1953 explodierte an einer Boeing KC-97 Stratofreighter der United States Air Force (USAF) (Kennzeichen unbekannt) ein paar Minuten nach dem Start vom Boeing Field ein Triebwerk und beschädigte das Heck. Alle 10 Besatzungsmitglieder auf dem Testflug sprangen erfolgreich mit dem Fallschirm ab. Ein Flugvorbereitungsmechaniker (24) der Boeing Airplane Co. kam als unbefugter Passagier ums Leben, weil er ohne Fallschirm mitflog. Es war der erste Totalverlust einer KC-97 (siehe auch Flugunfall einer Boeing KC-97 von Boeing 1953).[13]

- Am 17. November 1955 stürzte eine Douglas DC-4/C-54-DO der US-amerikanischen Peninsular Air Transport (N88852) nach dem Start vom Boeing Field 4 Kilometer südlich davon in ein Wohngebiet. Von den 74 Insassen wurden 28 getötet, ein Besatzungsmitglied und 27 Passagiere. Ursachen waren falsch eingestellte Propellerblätter und ein defekter Mechanismus, diese in die Segelstellung zu bringen. Auch wurde eine ganze Reihe von falsch ausgeführter und unterlassener Wartung ermittelt.[14]

- Am 23. April 1965 wurde eine Douglas DC-6A der US-amerikanischen AAXICO Airlines (N6541C) in 3108 Metern Höhe gegen einen Gletscher auf der Westflanke des 4392 Meter hohen Mount Rainier (Washington, USA) geflogen. Die Maschine befand sich im Sinkflug auf den Flughafen Seattle-Boeing Field. Obwohl die Piloten auf einem Flug nach Sichtflugregeln unterwegs waren, befanden sie sich in Instrumentenflugbedingungen. Durch diesen CFIT (Controlled flight into terrain) wurden alle 5 Besatzungsmitglieder getötet, die einzigen Insassen auf dem Frachtflug.[15]

- Am 20. März 2011 verunglückte eine Convair CV-580 der kanadischen Nolinor Aviation (C-GNRL) beim Rollen auf dem Seattle-Boeing Field vor dem Abflug zum Calgary International Airport. Das Frachtflugzeug rammte einen Zaun und musste abgeschrieben werden. Die beiden Insassen blieben unverletzt.[16]